# Derrick Pouliot
Derrick Pouliot, född 16 januari 1994, är en kanadensisk professionell ishockeyspelare som är kontrakterad till Philadelphia Flyers i NHL och spelar för Lehigh Valley Phantoms i AHL. 
Han har tidigare spelat för  St. Louis Blues, Vancouver Canucks och Pittsburgh Penguins i NHL; San Antonio Rampage och Wilkes-Barre/Scranton Penguins i AHL samt Portland Winterhawks i Western Hockey League (WHL).
Pouliot draftades av Pittsburgh Penguins i första rundan i 2012 års draft som åttonde spelare totalt.

## Statistik
| 2007–2008  | Weyburn Wings U15              | SAAHL      | 26  | 6  | 24  | 30  | 18  | —  | —  | —  | —  | —  |
| 2008–2009  | Weyburn Wings U15              | SAAHL      | 26  | 25 | 38  | 63  | 24  | 5  | 5  | 1  | 6  | —  |
|            | Moose Jaw Warriors U18         | SMAAAHL    | 5   | 1  | 1   | 2   | 0   | —  | —  | —  | —  | —  |
| 2009–2010  | Moose Jaw Generals U18         | SMAAAHL    | 43  | 14 | 29  | 43  | 38  | 4  | 0  | 2  | 2  | 4  |
|            | Portland Winterhawks           | WHL        | 7   | 0  | 1   | 1   | 0   | —  | —  | —  | —  | —  |
| 2010–2011  | Portland Winterhawks           | WHL        | 66  | 5  | 25  | 30  | 38  | 21 | 1  | 3  | 4  | 16 |
| 2011–2012  | Portland Winterhawks           | WHL        | 72  | 11 | 48  | 59  | 79  | 22 | 3  | 14 | 17 | 18 |
| 2012–2013  | Portland Winterhawks           | WHL        | 44  | 9  | 36  | 45  | 60  | 21 | 4  | 16 | 20 | 12 |
|            | Wilkes-Barre/Scranton Penguins | AHL        | —   | —  | —   | —   | —   | 1  | 0  | 0  | 0  | 0  |
| 2013–2014  | Portland Winterhawks           | WHL        | 58  | 17 | 53  | 70  | 74  | 21 | 5  | 27 | 32 | 13 |
| 2014–2015  | Pittsburgh Penguins            | NHL        | 34  | 2  | 5   | 7   | 4   | —  | —  | —  | —  | —  |
|            | Wilkes-Barre/Scranton Penguins | AHL        | 31  | 7  | 17  | 24  | 20  | 6  | 1  | 2  | 3  | 2  |
| 2015–2016  | Pittsburgh Penguins            | NHL        | 22  | 0  | 7   | 7   | 2   | 2  | 0  | 0  | 0  | 2  |
|            | Wilkes-Barre/Scranton Penguins | AHL        | 37  | 6  | 17  | 23  | 26  | —  | —  | —  | —  | —  |
| 2016–2017  | Pittsburgh Penguins            | NHL        | 11  | 0  | 0   | 0   | 4   | —  | —  | —  | —  | —  |
|            | Wilkes-Barre/Scranton Penguins | AHL        | 46  | 7  | 16  | 23  | 26  | 5  | 1  | 1  | 2  | 2  |
| 2017–2018  | Vancouver Canucks              | NHL        | 71  | 3  | 19  | 22  | 39  | —  | —  | —  | —  | —  |
| 2018–2019  | Vancouver Canucks              | NHL        | 62  | 3  | 9   | 12  | 30  | —  | —  | —  | —  | —  |
| 2019–2020  | St. Louis Blues                | NHL        | 2   | 0  | 0   | 0   | 2   | —  | —  | —  | —  | —  |
|            | San Antonio Rampage            | AHL        | 58  | 7  | 32  | 39  | 34  | —  | —  | —  | —  | —  |
| 2020–2021  | Lehigh Valley Phantoms         | AHL        | 4   | 0  | 3   | 3   | 0   | —  | —  | —  | —  | —  |
| NHL totalt | NHL totalt                     | NHL totalt | 202 | 8  | 40  | 48  | 81  | 2  | 0  | 0  | 0  | 2  |
| AHL totalt | AHL totalt                     | AHL totalt | 176 | 27 | 85  | 112 | 106 | 12 | 2  | 3  | 5  | 4  |
| WHL totalt | WHL totalt                     | WHL totalt | 247 | 42 | 163 | 205 | 251 | 85 | 13 | 60 | 73 | 59 |

### Internationellt
| Uppdaterad: 2021-03-03 | Uppdaterad: 2021-03-03 | Uppdaterad: 2021-03-03 |         | Utv = Utvisningsminuter | Utv = Utvisningsminuter | Utv = Utvisningsminuter | Utv = Utvisningsminuter | Utv = Utvisningsminuter |
| År                     | Lag                    | Mästerskap             | Matcher | Mål                     | Assists                 | Poäng                   | Utv                     |                         |
| ---------------------- | ---------------------- | ---------------------- | ------- | ----------------------- | ----------------------- | ----------------------- | ----------------------- | ----------------------- |
| 2011                   | Kanada                 | Ivan Hlinka            | 5       | 2                       | 1                       | 3                       | 4                       |                         |
| 2014                   | Kanada                 | JVM                    | 7       | 1                       | 4                       | 5                       | 8                       |                         |
| Junior totalt          | Junior totalt          | Junior totalt          | 12      | 3                       | 5                       | 8                       | 12                      |                         |